# Brossen
Brossen är en sjö i Leksands kommun och Rättviks kommun i Dalarna och ingår i Dalälvens huvudavrinningsområde. Sjön är 29 meter djup, har en yta på 1,95 kvadratkilometer och är belägen 263 meter över havet. Sjön avvattnas av vattendraget Brossån.

## Delavrinningsområde
Brossen ingår i det delavrinningsområde (674434-146722) som SMHI kallar för Utloppet av Brossen. Medelhöjden är 309 meter över havet och ytan är 14,83 kvadratkilometer. Det finns inga avrinningsområden uppströms utan avrinningsområdet är högsta punkten. Brossån som avvattnar avrinningsområdet har biflödesordning 4, vilket innebär att vattnet flödar genom totalt 4 vattendrag innan det når havet efter 261 kilometer. Avrinningsområdet består mestadels av skog (72 procent). Avrinningsområdet har 2,09 kvadratkilometer vattenytor vilket ger det en sjöprocent på 14,1 procent.